# Алавердян, Маргарита Львовна
Маргарита Львовна Алавердян (род. 8 июня 1961) — российская и советская исполнительница вокала, оперное и камерное сопрано. Лауреат международного конкурса вокалистов имени Марии Каллас (1989). Лауреат Всесоюзного конкурса молодых оперных певцов имени Георга Отса (1988). Солистка Мариинского театра (с 1994 года).

## Биография
Маргарита Львовна родилась 8 июня в 1961 году в городе Красном Сулине Ростовской области.
Завершила обучение в средней общеобразовательной школе № 2. Посещала кружок изобразительного искусства, а также участвовала в драмкружке Дома пионеров. Обучалась в музыкальной школе по классу аккордеона. С тринадцатилетнего возраста Алавердян выступала в качестве музыкального работника на городских летних площадках.
Поступила обучаться в музыкальное училище города Шахты. Именно в этом образовательном учреждение увлеклась вокалом. Первым педагогом по вокальному искусству стала Л. В. Шевченко, преподаватель Шахтинского музыкального училища. Завершив обучение в училище и получив красный диплом, Маргарита Львовна успешно была зачислена в Ленинградскую консерваторию, не не смогла продолжить обучение из-за климата города на Неве. Пришлось переехать в Одессу и продолжить учёбу в Одесской консерватории. Её дебютной партией стала Иоланта в одноименной опере П. И. Чайковского. Будучи студенткой консерватории побывала во Франции по линии молодёжной дружбы двух стран.
После завершения обучения в консерватории Маргарита Львовна с 1986 по 1993 годы солировала в оперном театре города Одессы. В это время она выступала с гастролями во многих городах страны и за рубежом. Посетила с концертами Италию, Грецию, Испанию, Японию, Германию, Финляндию. В репертуаре солистки - ведущие партии в операх "Травиата", "Дон Жуан", "Трубадур", "Риголетто", Евгений Онегин", "Аида", "Отелло", "Иоланта", "Фауст", "Кармен" и другие.
В 1988 году Алавердян становится лауреатом конкурса вокалистов имени Георга Отса, который проходил в Таллине, получила I премию.
В 1989 году певица стала лауреатом международного конкурса вокалистов имени Марии Каас в Афинах, завоевав II премию и серебряную медаль.
С января 1994 года Маргарита Львовна была зачислена и стала работать в оперной труппе Мариинского театра. С гастролями она посетила многие страны Европы и города США. Исполняла вокальные партии на сценах театров Китая, Японии и Шри-Ланки.
Оперная певица активно сотрудничает и выступает с концертами на сценах Малого и Большого залов Санкт-Петербургской филармонии им. Д.Д. Шостаковича. Участвует в различных музыкальных фестивалях, записывает вокальные композиции на радио и телевидении.
В 1999 году, в честь 200-летия со дня рождения А.С. Пушкина, был записан диск, где прозвучали известные арии из опер по произведениям великого поэта. Среди солистов есть партии исполненные Маргаритой Львовной Алавердян.
В камерном репертуаре Алавердян вокальные циклы и песни Балакирева, Глинки, Рахманинова, Римского-Корсакова, Берга, Вагнера, Дебюсси, Р. Штрауса, Пуленка, Равеля, арии из опер итальянских композиторов и оперетт Кальмана, И. Штрауса, Лекока и Легара, а также произведения кантатно-ораториального жанра: "Кофейная кантата" и "Страсти по Иоанну" Баха, Перголези, Stabat mater Гайдна, Россини, Торжественная месса Бетховена, Реквием Моцарта, Вторая и Четвертая симфонии Малера, Немецкий реквием Брамса.

## Награды и звания
- Лауреат I премии на Всесоюзном конкурсе молодых оперных певцов имени Георга Отса (1988).
- Лауреат II премии и серебряная медаль на Международном конкурсе вокалистов имени Марии Каллас (1989).

## Роли и исполнение
- Татьяна — «Евгений Онегин»,
- Агнесса — «Орлеанская дева»,
- Шемаханская царица — «Золотой петушок»,
- Марфа — «Царская невеста»,
- Иоланта — «Иоланта»,
- Лиза — «Сомнамбула»,
- Анна — «Набукко»,
- Леонора — «Трубадур»,
- Виолетта — «Травиата»,
- Мюзетта — «Богема»,
- Чио-Чио-сан — «Мадам Баттерфлай»,
- Маргарита — «Фауст»,
- Микаэла — «Кармен»,
- Эвридика — «Орфей»,
- Розина, Графиня — «Свадьба Фигаро»,
- Фьордилиджи — «Так поступают все»,
- Хельмвига — «Валькирия»,
- Воглинда — «Золото Рейна», «Гибель богов»,
- Волшебная дева — «Парсифаль».